# Carl Lange
Carl Georg Lange (ur. 1834, zm. 1900) – duński lekarz i psycholog, od 1885 roku profesor anatomii na Uniwersytecie w Kopenhadze.

## Życiorys
Jednocześnie, choć niezależnie od Williama Jamesa, rozwinął teorię emocji Jamesa-Langego, według której wszystkie emocje powstają na podłożu fizjologicznym i mogą być do tego poziomu zredukowane. W przeciwieństwie do Jamesa Lange twierdził, że emocje to po prostu reakcje naczyniowo-ruchowe. Lange odkrył też psychotropowe właściwości litu.